# Troy (Texas)
Troy és una ciutat al Comtat de Bell (Texas). Segons l'oficina de cens dels Estats Units, la ciutat té una àrea total de 3.6 milles quadrades (a 9.3 km 2), i el 2010 tenia 1.645 habitants. El clima de la zona és subtropical humit, amb estius calorosos i humits i hiverns frescs.

## Història
Troy es va establir el 1882 al voltant d'una estació de ferrocarril de la línia de Missouri–Kansas–Texas. Reemplaçava un poblat més antic, conegut com a Old Troy, situat uns 3 quilòmetres al nord de la ciutat actual. Originalment, la nova ciutat rebia el nom de Nwe Troy. El 1892 s'hi va fundar un diari setmanal.
Durant un breu període de la dècada de 1990, Troy es va reanomenar Troy Aikman, Texas, en honor del quarterback dels Dallas Cowboys que va guanyar la Super Bowl.

## Demografia
Segons el cens del 2010, 1645 persones residien a Troy La densitat de població era de 157,56 hab./km². La distribució ètnica era del 88,09% de blancs, 1,7% afroamericans, 0,18% amerindis, el 2,07% eren de dues o més races i el 6,81% restant eren d'altres races. Del total de la població, el 21,76% eren hispànic o llatins de qualsevol raça.

## Educació
L'educació pública de la Ciutat de Troy és proporcionada pel Districte Escolar Independent de Troy